# Melaleuca cordata
Melaleuca cordata är en myrtenväxtart som beskrevs av Porphir Kiril Nicolai Stepanowitsch Turczaninow. Melaleuca cordata ingår i släktet Melaleuca och familjen myrtenväxter.
Artens utbredningsområde är Western Australia. Inga underarter finns listade i Catalogue of Life.

## Bildgalleri

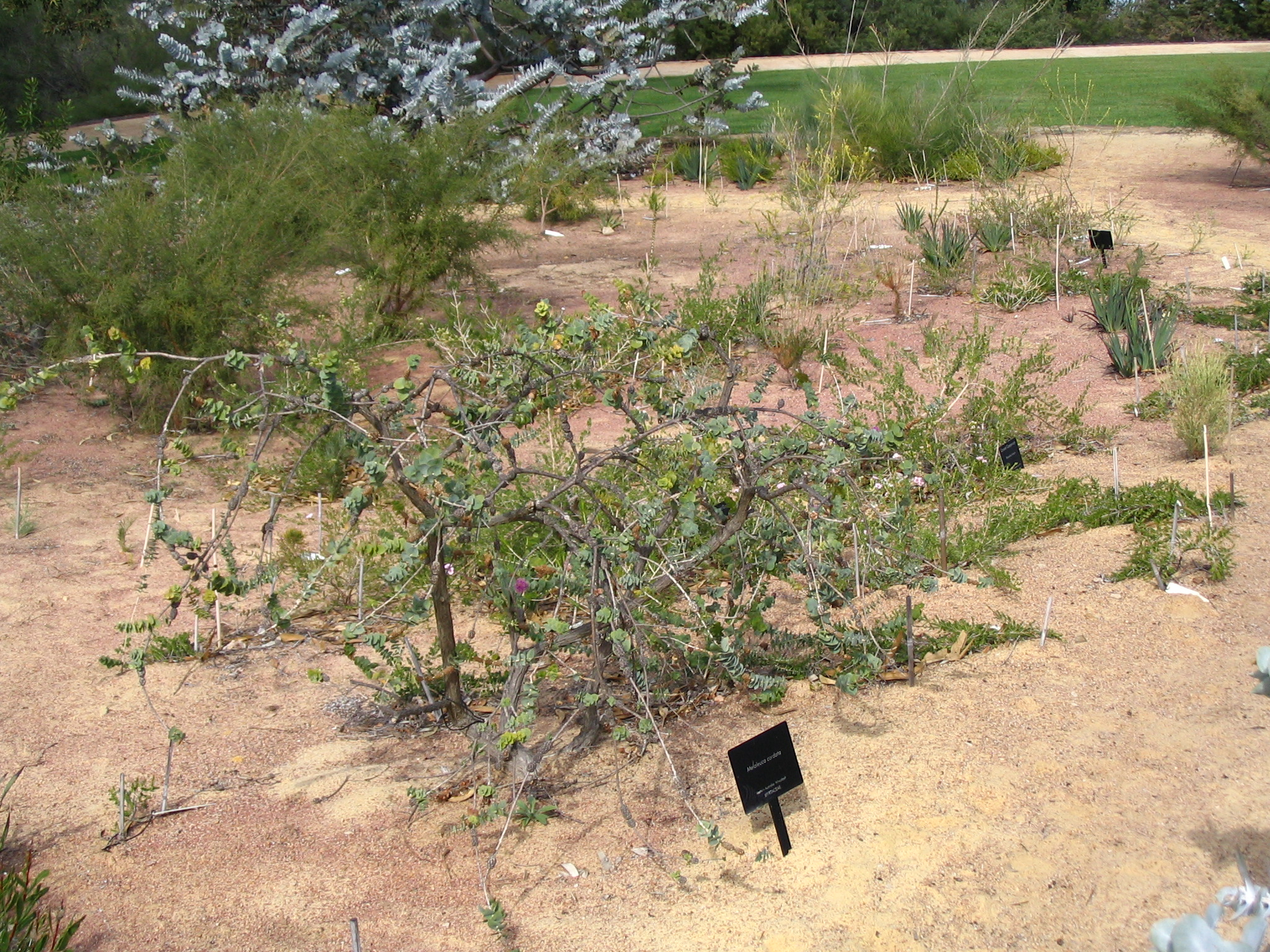